# Újvárfalva
Újvárfalva là một thị trấn thuộc hạt Somogy, Hungary. Thị trấn này có diện tích 12,22 km², dân số năm 2010 là 317 người, mật độ 26 người/km².